# La famiglia Corleone
La famiglia Corleone è un romanzo di Ed Falco, edito negli Stati Uniti nel 2012 da Grand Central.

## Trama
La vicenda si ambienta nella New York della Grande depressione, a cavallo tra gli anni venti e trenta, e racconta dell'ascesa ai vertici del potere della mafia italo-americana del giovane Vito Corleone, detto il Padrino e capo della neonata famiglia.
Contemporaneamente alle lotte in cui Don Vito è coinvolto, il suo primogenito Santino entra nella famiglia, Tom Hagen, il giovane adottato dai Corleone, avvia una promettente carriera quale avvocato della stessa cosca. Le vicende di Don Vito finiscono presto per intrecciarsi con quelle di Luca Brasi, di Giuseppe Mariposa, il predecessore di Emilio Barzini, e quelle di Ettore Barzini e Rosario LaConti.

## Lavorazione
All'inizio degli anni duemila, Ed Falco venne contattato dal suo agente per prendere in considerazione l'idea di scrivere un sequel de Il padrino. Falco rifiutò, poiché all'epoca non era "interessato alla narrativa popolare". Tuttavia, quando anni dopo gli venne offerta l'opportunità di realizzare un prequel, l'autore accettò, attratto dalla possibilità di esplorare nuovi temi all'interno della saga. Falco lavorò al romanzo per circa un anno, scrivendo la maggior parte del testo durante l'estate e completandolo nei periodi di pausa accademica.
Durante la lavorazione, Falco ebbe accesso a materiale inedito di Puzo, ovvero pagine delle sceneggiature de Il padrino - Parte III e de Il padrino - Parte IV (pellicola mai realizzata a causa della prematura scomparsa di Puzo).

## Accoglienza
Le recensioni del libro sono state generalmente positive. George De Stefano ha elogiato Ed Falco per aver riportato in vita Don Vito Corleone con "una prodezza di necromanzia letteraria". Patrick Anderson del Washington Post ha scritto che Falco ha catturato lo stile ricco e l'occhio per il dettaglio di Puzo, rendendo "La Famiglia Corleone" un lavoro solido per chi vuole leggere un altro capitolo della storia dei Corleone. Kirkus Reviews ha definito il libro "un degno aggiunta al mondo lurido delle Cinque Famiglie".

## Edizione italiana
Nel 2013 è stata pubblicata l'edizione italiana, da Sonzogno.

## Possibile adattamento cinematografico
La Paramount Pictures era interessata a produrre il film sul libro, ma la lavorazione venne inizialmente ostacolata da coloro che detenevano i diritti delle opere di Mario Puzo. Nel 2012, però, la  Paramount ha acquisito i diritti per produrre nuovi film sulla saga de Il padrino.